# Penthides rufoflavus
Penthides rufoflavus är en skalbaggsart som först beskrevs av Hayashi 1957.  Penthides rufoflavus ingår i släktet Penthides och familjen långhorningar. Inga underarter finns listade i Catalogue of Life.